# Celine Van Ouytsel
Celine Van Ouytsel (Herentals, 11 oktober 1996) is een Belgische presentatrice, model en bekroond tot Miss België 2020. Sinds 2023 presenteert ze het vastgoedprogramma "Kennis van wonen" op de lokale tv-zenders ATV, TV Limburg en TV Oost.

## Biografie
Van Ouytsel studeerde van 2014 tot 2019 aan de Universiteit Antwerpen en behaalde een masterdiploma in de rechten. Ze nam voor de eerste maal deel aan Miss Antwerpen in 2016 en schopte het toen tot de tweede eredame van Lenty Frans; die later tot Miss België 2016 werd bekroond. Pas later in 2020 behaalde Van Ouytsel de titel van Miss Antwerpen 2020. In het verlengde hiervan op 11 januari 2020 werd ze in het Proximus Theater in De Panne verkozen tot Miss België 2020.
Effectief als juriste aan de slag gaan is voorlopig nog toekomstmuziek voor Van Ouytsel, ze belandde sinds haar misstitel in de media en duikt geregeld op in diverse televisie- en spelprogramma's zoals De Slimste Mens ter Wereld 2020, waarin ze in de eerste aflevering naar huis werd gespeeld. Ze deed ook mee aan het tweede seizoen van De Verraders op VTM, waarbij ze verbannen werd in de zesde aflevering. Vanaf 2023 begon ze als side-kick bij de vernieuwde ochtendshow op radiozender Nostalgie.

### Miss België 2020
Met haar Miss België overwinning volgde ze Elena Castro Suarez op, waardoor ze opeenvolgend de zevende Vlaamse Miss België werd. Na Annelies Törös, Lenty Frans, Angeline Flor Pua en Elena Castro Suarez, werd ze tevens de vijfde Miss België uit de provincie Antwerpen in zes jaar tijd. Tijdens het voorstellen van de kandidaten gleed Van Ouytsel uit waarbij ze een bh verloor.

## Carrière

### Radio
- 2023-heden: sinds 2023 is Van Ouytsel te horen als side-kick in de ochtendshow op Nostalgie.

### Televisie
- 2023-heden: Van Ouytsel is vaste presentatrice voor het vastgoedprogramma Kennis van wonen op de lokale tv-zenders ATV.

### Actrice
| Jaar | Titel            | Zender                | Opmerkingen                        |
| ---- | ---------------- | --------------------- | ---------------------------------- |
| 2020 | Le Grand Cactus  | Tipik, onderdeel RTBF | Zichzelf in de rol van Miss België |
| 2021 | De Ideale Wereld | VRT CANVAS            | Actrice                            |
| 2024 | Sterregem        | VTM                   | Zichzelf                           |

### Programma's
| Jaar       | Titel                          | Rol                        | Zender         | Opmerkingen                              |
| ---------- | ------------------------------ | -------------------------- | -------------- | ---------------------------------------- |
| 2020-2021  | Vrede op aarde                 | Jurylid                    | Eén, nu VRT    | Seizoen 4                                |
| 2020       | De Slimste Mens ter Wereld     | Kandidaat                  | Vier, nu Play4 | 1 aflevering                             |
| 2020       | Gert Late Night                | Gast                       | Play4          |                                          |
| 2021       | De Cooke & Verhulst Show       | Gast                       | Play4          |                                          |
| 2021       | Waarheid, durven of doen       | Deelneemster               | VTM            |                                          |
| 2021       | BV Darts                       | Deelneemster               | VTM2           |                                          |
| 2021       | De Vuilste Jobs VIPS           | Deelneemster               | VTM 2          |                                          |
| 2022       | Café De Mol                    | Mollenvangster             | Play4          |                                          |
| 2022       | Even goeie vrienden            | Kandidate                  | VTM            | Samen met Paul D'Hoore                   |
| 2023       | De Verraders                   | Deelneemster seizoen 2     | VTM            | Verbannen in aflevering 6                |
| 2023       | De Verraders: De Ronde Tafel   | Praatgast                  | VTM            |                                          |
| 2024       | Een echte job                  | Tijdelijk verpleegkundige  | VTM            | Echt werk als opleidende verpleegster    |
| 2024-heden | De Tafel van Gert              | Zichzelf                   | Play4          | Schuift geregeld mee aan de tafel        |
| 2024       | Over de oceaan (Vlaanderen)    | Deelneemster               | Play4          |                                          |
| 2024       | The Masked Singer (Vlaanderen) | Character Zebra (zangeres) | VTM            | Afvaller in de achtste week in seizoen 4 |

### Model
- 2016: een jaar lang het gezicht van modezaak Bobo uit Tremelo, de kledingspeciaalzaak die vooral met bekende BV's werkte op de catwalk. In 2024 vroeg deze zaak het faillissement aan.[7]
- 2016-heden: fotoshoots, modellenwerk en Influencer-marketing.[8]

## Prijzen en erkenning
- 2016: tweede eredame van Antwerpen.
- 2020: titel van Miss Antwerpen.
- 2020: bekroond tot Miss België 2020.